# ラリー・ジェームズ
ジョージ・ローレンス・"ラリー"・ジェームズ (George Lawrence "Larry" James、1947年11月6日 - 2008年11月6日)は、アメリカ合衆国の陸上競技選手。1968年メキシコシティーオリンピックの金メダリストである。

## 経歴
ジェームズは、メキシコシティオリンピックの代表選考で44.1秒のタイムで、リー・エバンスに次いで2位となる。エバンスが44.0秒の世界新記録を出していたが、スパイクの違反のため世界記録は公認されず、2位となったジェームズの44.1秒が世界新記録と公認された。
ジェームズは、メキシコシティオリンピックの400mで44秒の壁を破る43.97秒のタイムを記録するも、エバンスが43.86秒の世界新記録で先着したため、銀メダルという結果に終わる。同大会では、4×400mリレーにも出場。アメリカは、ジェームズに加え、エバンス、さらに銅メダルを獲得したロン・フリーマン、そしてヴィンセント・マシューズ(1972年ミュンヘンオリンピック金メダリスト)という超強力な布陣で、2分56秒16という、それまでの記録を3秒以上更新する驚異的な世界新記録をたたき出した。この世界記録は1992年バルセロナオリンピックでアメリカが更新するまで24年間も破られることがなかった。
2008年11月6日、61歳の誕生日に大腸癌のためニュージャージー州ギャロウェイ（Galloway Township, New Jersey）の自宅で死去。

## 主な実績
| 年   | 大会             | 場所                     | 種目         | 結果 | 記録      |
| ---- | ---------------- | ------------------------ | ------------ | ---- | --------- |
| 1968 | オリンピック     | メキシコシティ(メキシコ) | 400m         | 2位  | 43.97秒   |
| 1968 | オリンピック     | メキシコシティ(メキシコ) | 4×400mリレー | 1位  | 2分56秒16 |
| 1970 | ユニバーシアード | トリノ(イタリア)         | 400mハードル | 1位  | 50.2秒    |